# Lysiteles arcuatus
Lysiteles arcuatus là một loài nhện trong họ Thomisidae.
Loài này thuộc chi Lysiteles. Lysiteles arcuatus được miêu tả năm 2008 bởi Guo Tang et al..